# Temporada 1996-97 de los Minnesota Timberwolves
La temporada 1996-97 fue la octava de los Minnesota Timberwolves en la NBA. La temporada regular acabó con 40 victorias y 42 derrotas, ocupando el sexto puesto de la conferencia Oeste, clasificándose para los playoffs, en los que cayeron en primera ronda ante los Houston Rockets. Fue la primera vez en su corta historia que alcanzaban la fase final de la liga.

## Elecciones en elDraft
| Ronda | Puesto | Jugador   | Posición | Nacionalidad   | Universidad |
| ----- | ------ | --------- | -------- | -------------- | ----------- |
| 1     | 5      | Ray Allen | Escolta  | Estados Unidos | Connecticut |

## Temporada regular
| División Medio Oeste     | División Medio Oeste | División Medio Oeste | División Medio Oeste | División Medio Oeste | División Medio Oeste | División Medio Oeste | División Medio Oeste | División Medio Oeste |
| Equipo                   | G                    | P                    | %                    | PD                   | Casa                 | Fuera                | Div                  |                      |
| ------------------------ | -------------------- | -------------------- | -------------------- | -------------------- | -------------------- | -------------------- | -------------------- | -------------------- |
| y-Utah Jazz              | 64                   | 18                   | .780                 | –                    | 38–3                 | 26–15                | 19–5                 |                      |
| x-Houston Rockets        | 57                   | 25                   | .695                 | 7                    | 30–11                | 27–14                | 19–5                 |                      |
| x-Minnesota Timberwolves | 40                   | 42                   | .488                 | 24                   | 25–16                | 15–26                | 16–8                 |                      |
| Dallas Mavericks         | 24                   | 58                   | .293                 | 40                   | 14–27                | 10–31                | 9–15                 |                      |
| Denver Nuggets           | 21                   | 61                   | .256                 | 43                   | 12–29                | 9–32                 | 7–17                 |                      |
| San Antonio Spurs        | 20                   | 62                   | .244                 | 44                   | 12–29                | 8–33                 | 8–16                 |                      |
| Vancouver Grizzlies      | 14                   | 68                   | .171                 | 50                   | 8–33                 | 6–35                 | 6–18                 |                      |

## Playoffs

### Primera ronda
Houston Rockets  vs. Minnesota Timberwolves
| Fecha       | Partido                                         | Ciudad      |
| ----------- | ----------------------------------------------- | ----------- |
| 24 de abril | Houston Rockets 112, Minnesota Timberwolves 95  | Houston     |
| 26 de abril | Houston Rockets 96, Minnesota Timberwolves 84   | Houston     |
| 29 de abril | Minnesota Timberwolves 120, Houston Rockets 125 | Minneapolis |
|             | Houston Rockets gana las series 3-0             |             |

## Estadísticas

### Temporada regular
| Rk | Jugador          | Edad | Pos. | P  | PT | MP   | TC  | TCI  | %TC  | T3  | T3I | %T3  | TL  | TLI | %TL  | RO  | RD  | RT  | AS  | RB  | TAP | BP  | FP  | PTS  |
| -- | ---------------- | ---- | ---- | -- | -- | ---- | --- | ---- | ---- | --- | --- | ---- | --- | --- | ---- | --- | --- | --- | --- | --- | --- | --- | --- | ---- |
| 1  | Kevin Garnett    | 20   | SF   | 77 | 77 | 38.9 | 7.1 | 14.3 | .499 | 0.1 | 0.3 | .286 | 2.7 | 3.5 | .754 | 2.5 | 5.6 | 8.0 | 3.1 | 1.4 | 2.1 | 2.3 | 2.6 | 17.0 |
| 2  | Tom Gugliotta    | 27   | PF   | 81 | 81 | 38.7 | 7.3 | 16.5 | .442 | 0.3 | 1.1 | .258 | 5.7 | 7.0 | .820 | 2.3 | 6.4 | 8.7 | 4.1 | 1.6 | 1.1 | 3.6 | 2.9 | 20.6 |
| 3  | Stephon Marbury  | 19   | PG   | 67 | 64 | 34.7 | 5.3 | 13.0 | .408 | 1.5 | 4.3 | .354 | 3.7 | 5.0 | .727 | 0.8 | 1.9 | 2.7 | 7.8 | 1.0 | 0.3 | 3.1 | 2.4 | 15.8 |
| 4  | Doug West        | 29   | SG   | 68 | 66 | 28.2 | 3.3 | 7.1  | .467 | 0.2 | 0.7 | .333 | 0.9 | 1.4 | .681 | 0.5 | 1.6 | 2.2 | 1.7 | 0.9 | 0.4 | 1.0 | 3.2 | 7.8  |
| 5  | Sam Mitchell     | 33   | SF   | 82 | 5  | 24.9 | 3.3 | 7.4  | .446 | 0.0 | 0.3 | .160 | 2.7 | 3.6 | .759 | 1.4 | 2.6 | 4.0 | 1.0 | 0.6 | 0.2 | 1.1 | 2.8 | 9.3  |
| 6  | Dean Garrett     | 30   | C    | 68 | 47 | 24.5 | 3.3 | 5.7  | .573 | 0.0 | 0.0 |      | 1.4 | 2.0 | .696 | 2.2 | 5.1 | 7.3 | 0.6 | 0.6 | 1.4 | 0.5 | 2.3 | 8.0  |
| 7  | Terry Porter     | 33   | PG   | 82 | 20 | 19.1 | 2.3 | 5.5  | .416 | 0.8 | 2.4 | .335 | 1.5 | 2.0 | .765 | 0.4 | 1.8 | 2.1 | 3.6 | 0.7 | 0.1 | 1.6 | 1.3 | 6.9  |
| 8  | James Robinson   | 26   | PG   | 69 | 5  | 19.0 | 2.8 | 7.0  | .407 | 1.5 | 3.9 | .382 | 1.1 | 1.7 | .684 | 0.3 | 1.3 | 1.6 | 1.8 | 0.4 | 0.1 | 1.0 | 1.8 | 8.3  |
| 9  | Chris Carr       | 22   | SG   | 55 | 10 | 15.1 | 2.3 | 4.9  | .461 | 0.6 | 1.6 | .352 | 1.0 | 1.3 | .767 | 0.6 | 1.5 | 2.1 | 0.9 | 0.4 | 0.2 | 0.7 | 1.7 | 6.1  |
| 10 | Stojko Vranković | 33   | C    | 53 | 35 | 14.5 | 1.5 | 2.6  | .561 | 0.0 | 0.0 |      | 0.5 | 0.7 | .676 | 1.1 | 2.1 | 3.2 | 0.3 | 0.2 | 1.3 | 1.0 | 2.3 | 3.4  |
| 11 | Cherokee Parks   | 24   | PF   | 76 | 0  | 12.6 | 1.4 | 2.7  | .510 | 0.0 | 0.0 | .000 | 0.6 | 1.0 | .605 | 1.1 | 1.5 | 2.6 | 0.4 | 0.5 | 0.6 | 0.4 | 2.0 | 3.3  |
| 12 | Shane Heal       | 26   | PG   | 43 | 0  | 5.5  | 0.6 | 2.3  | .268 | 0.5 | 1.5 | .308 | 0.1 | 0.1 | .600 | 0.0 | 0.4 | 0.4 | 0.8 | 0.1 | 0.1 | 0.4 | 0.5 | 1.7  |
| 13 | Reggie Jordan    | 29   | SG   | 10 | 0  | 3.1  | 0.8 | 1.0  | .800 | 0.0 | 0.0 |      | 0.4 | 0.7 | .571 | 0.0 | 0.4 | 0.4 | 0.1 | 0.2 | 0.0 | 0.2 | 0.2 | 2.0  |

## Estadísticas

### Playoffs
| Rk | Jugador          | Edad | Pos. | P | PT | MP   | TC  | TCI  | %TC   | T3  | T3I | %T3   | TL  | TLI | %TL   | RO  | RD  | RT   | AS  | RB  | TAP | BP  | FP  | PTS  |
| -- | ---------------- | ---- | ---- | - | -- | ---- | --- | ---- | ----- | --- | --- | ----- | --- | --- | ----- | --- | --- | ---- | --- | --- | --- | --- | --- | ---- |
| 1  | Kevin Garnett    | 20   | SF   | 3 | 3  | 41.7 | 8.0 | 17.0 | .471  | 0.3 | 0.3 | 1.000 | 1.0 | 1.0 | 1.000 | 4.7 | 4.7 | 9.3  | 3.7 | 1.3 | 1.0 | 1.3 | 2.0 | 17.3 |
| 2  | Tom Gugliotta    | 27   | PF   | 3 | 3  | 40.3 | 7.7 | 17.3 | .442  | 1.0 | 1.3 | .750  | 2.0 | 3.3 | .600  | 0.7 | 4.7 | 5.3  | 4.3 | 2.3 | 0.7 | 2.0 | 4.3 | 18.3 |
| 3  | Dean Garrett     | 30   | C    | 3 | 3  | 39.3 | 5.0 | 9.7  | .517  | 0.0 | 0.0 |       | 2.7 | 3.3 | .800  | 6.3 | 5.3 | 11.7 | 1.3 | 0.7 | 1.0 | 0.3 | 3.7 | 12.7 |
| 4  | Stephon Marbury  | 19   | PG   | 3 | 3  | 39.0 | 8.7 | 21.7 | .400  | 2.0 | 6.7 | .300  | 2.0 | 3.3 | .600  | 0.7 | 3.3 | 4.0  | 7.7 | 0.7 | 0.0 | 3.0 | 3.0 | 21.3 |
| 5  | Doug West        | 29   | SG   | 3 | 3  | 29.0 | 4.0 | 7.3  | .545  | 0.0 | 0.7 | .000  | 3.0 | 3.0 | 1.000 | 0.0 | 1.3 | 1.3  | 2.0 | 0.7 | 0.3 | 0.3 | 3.7 | 11.0 |
| 6  | Sam Mitchell     | 33   | SF   | 3 | 0  | 15.7 | 2.0 | 4.3  | .462  | 0.0 | 0.0 |       | 1.7 | 2.7 | .625  | 0.7 | 1.7 | 2.3  | 0.3 | 0.3 | 0.3 | 0.3 | 3.0 | 5.7  |
| 7  | James Robinson   | 26   | PG   | 2 | 0  | 15.5 | 2.5 | 6.0  | .417  | 2.0 | 5.0 | .400  | 0.0 | 0.0 |       | 0.5 | 1.0 | 1.5  | 1.5 | 1.0 | 0.0 | 0.5 | 2.0 | 7.0  |
| 8  | Terry Porter     | 33   | PG   | 3 | 0  | 15.3 | 1.7 | 4.3  | .385  | 1.0 | 3.0 | .333  | 1.0 | 1.3 | .750  | 0.3 | 0.7 | 1.0  | 3.0 | 0.7 | 0.7 | 0.7 | 0.7 | 5.3  |
| 9  | Cherokee Parks   | 24   | PF   | 1 | 0  | 11.0 | 2.0 | 3.0  | .667  | 0.0 | 0.0 |       | 0.0 | 0.0 |       | 0.0 | 5.0 | 5.0  | 0.0 | 1.0 | 0.0 | 0.0 | 5.0 | 4.0  |
| 10 | Chris Carr       | 22   | SG   | 1 | 0  | 8.0  | 0.0 | 2.0  | .000  | 0.0 | 2.0 | .000  | 0.0 | 0.0 |       | 0.0 | 2.0 | 2.0  | 1.0 | 0.0 | 0.0 | 1.0 | 0.0 | 0.0  |
| 11 | Stojko Vranković | 33   | C    | 1 | 0  | 6.0  | 0.0 | 2.0  | .000  | 0.0 | 0.0 |       | 0.0 | 0.0 |       | 1.0 | 0.0 | 1.0  | 0.0 | 0.0 | 0.0 | 0.0 | 0.0 | 0.0  |
| 12 | Shane Heal       | 26   | PG   | 2 | 0  | 1.5  | 1.0 | 1.0  | 1.000 | 1.0 | 1.0 | 1.000 | 0.0 | 0.0 |       | 0.0 | 0.0 | 0.0  | 0.5 | 0.0 | 0.0 | 0.0 | 0.0 | 3.0  |

## Galardones y récords
| Jugador         | Galardón                            |
| Stephon Marbury | Mejor quinteto de rookies de la NBA |
| Tom Gugliotta   | All-Star                            |
| Kevin Garnett   | All-Star                            |